# Gangbanged
Gangbanged ist eine US-amerikanische Pornofilmreihe des Labels Elegant Angel. Regisseurin der Filme ist Mason. Auch Asa Akira und Pat Myne fungierten als Regisseure.
Bis 2019 sind zehn Teile der Serie erschienen. Die Reihe handelt von der Praktik des Gangbangs.

## Darstellerinnen und Darsteller
- Gangbanged 1 (2011):  Lisa Ann, Bobbi Starr, Criss Strokes, Julius Ceazher, Toni Ribas.
- Gangbanged 2 (2011): Jayden Jaymes, Dana DeArmond
- Gangbanged 3 (2012): Kagney Linn Karter, James Deen, London Keyes, Ramon Nomar, Danny Mountain, John Strong, Mr. Pete, Jon Jon, Alex Gonz, Karlo Karrera, Broc Adams
- Gangbanged 4 (2012): Julia Ann, Holly Michaels
- Gangbanged 5 (2012): Jada Stevens, Juelz Ventura
- Gangbanged 6 (2013): Alexis Ford, Chastity Lynn
- Gangbanged 7 (2016): Aidra Fox, Veronica Avluv
- Gangbanged 8 (2017): Cherie DeVille, Candice Dare
- Gangbanged 9 (2018): Mick Blue, Holly Hendrix, Tommy Gunn, Markus Dupree, Alexis Monroe, Danny Mountain, John Strong
- Gangbanged 10 (2019): Jasmine Jae, Nina Elle, James Deen, Steve Holmes, Tommy Gunn, Ramon Nomar, Danny Mountain, Mr. Pete, Damon Dice, Jessy Jones

## Auszeichnungen
- 2012: AVN Award - Best Orgy/Gang Bang Release (für Folge 1)
- 2013: AVN Award - Best Orgy/Gang Bang Release (für Gangbanged 4)[1]
- 2014: AVN Award - Best Orgy/Gang Bang Release (für Folge 5)[2]
- 2017: AVN Award - Best Orgy/Gang Bang Release (für Folge 7)[3]